# ناتان شاحام
ناتان شاحام (بالعبرية : נתן שחם) (29 يناير 1925 - 18 يونيو 2018) كان كاتبا إسرائيليا.
في عام 2012 فاز بجائزة إسرائيل للأدب والشعر العبري.

## سيرة شخصية
ولد شاحام في تل أبيب، وكان عضوًا في كيبوتس بيت ألفا من 1945 إلى 2018، وحارب مع البلماح في الحرب العربية الإسرائيلية عام 1948.  وهو ابن إليعازر شتاينمان الكاتب العبري.
كان شاحام رئيسًا لتحرير دار نشر سفريات بوليم. وكان الملحق الثقافي الإسرائيلي في الولايات المتحدة من 1977 إلى 1980، ونائب رئيس سابق لهيئة الإذاعة الإسرائيلية.
توفي في منزله في بيت ألفا بتاريخ 18 حزيران 2018. 

## الجوائز
حصل شاحام على العديد من الجوائز الأدبية، منها: جائزة بياليك (1988)،  جائزة الكتاب اليهودي الوطني (1992)،  جائزة نيومان (1993)، جائزة أداي ويزو (إيطاليا، 2005)، وجائزة رئيس الوزراء (2007). 
في عام 2012، فاز بجائزة إسرائيل للأدب والشعر العبري. وصفت لجنة تحكيم الجائزة شاحام بأنه أحد المؤلفين البارزين من جيل مؤسسي إسرائيل ولاحظت الأسلوب "الحيوي والغني" لمسرحياته وأعماله الخيالية والواقعية. 

## روابط خارجية
- سيرة ذاتية - بالعبرية في جامعة ستانفورد